# Kamaladevi Chattopadhyaya
Kamaladevi Chattopadhyaya, död 1988, var en indisk feminist. 
Hon var ordförande för All India Women's Conference 1943-1944. 